# Polyrhabdina polydorae
Polyrhabdina polydorae is een soort in de taxonomische indeling van de Myzozoa, een stam van microscopische parasitaire dieren. Het organisme komt uit het geslacht Polyrhabdina en behoort tot de familie Lecudinidae. Polyrhabdina polydorae werd in 1893 ontdekt door Léger.